# 8. leden
8. leden je osmý den roku podle gregoriánského kalendáře. Do konce roku zbývá 357 dní (358 v přestupném roce). Svátek má Čestmír.

## Události

### Česko
- 1422 – Spojená husitská vojska, vedená tehdy již slepým Janem Žižkou, porazila u obce Habry ve východních Čechách uherské oddíly Zikmunda Lucemburského.
- 1683 – V Plzni byl založen 35. pěší pluk.
- 1919 – Osmnáctiletý mladík Alois Šťastný spáchal atentát na prvního československého premiéra Karla Kramáře. Kramář vyvázl bez zranění.
- 1920 – Byla založena Církev československá, která byla v roce 1971 přejmenovaná na Církev československou husitskou.
- 1969
  - Předsedou vlády České socialistické republiky se stal Stanislav Rázl.
  - Vznikl Český statistický úřad.
- 1993 – Po rozpadu Československa představují Češi a Slováci své nové měny – české a slovenské koruny.

### Svět
- 1940 – Zimní válka: Vítězstvím Finska nad Rudou armádou skončila bitva o Suomussalmi.
- 1944 – Začátek procesu s 18 členy italské Velké fašistické rady, kteří přinutili v červenci 1943 Mussoliniho podat demisi. Proces se konal ve Veroně.
- 1949 – Vznikla Rada vzájemné hospodářské pomoci.
- 1959 – Charles de Gaulle se stal francouzským prezidentem.
- 1973 – Odstartovala sovětská sonda Luna 21, která na Měsíci vysadila vozítko Lunochod 2.
- 1977 – Při třech bombových útocích v Moskvě zahynulo 7 lidí.
- 2004 – Queen Mary 2, v té době největší osobní loď v historii, byla pokřtěna britskou královnou Alžbětou II.
- 2005
  - Americká jaderná ponorka USS San Francisco narazila na mořské dno poblíž pacifického ostrova Guam. Jeden člen posádky utrpěl smrtelné zranění, jaderný reaktor údajně nebyl poškozen.
  - Silná bouře se přehnala přes severní Evropu. Narušila námořní, leteckou i pozemní dopravu, přerušila dodávky elektřiny a vyvolala povodně. Zahynulo nejméně 14 osob – 7 ve Švédsku, 4 v Dánsku a 3 v Anglii.
- 2017 – Při útoku kamionem zemřelo v Jeruzalémě 5 osob (včetně útočníka) a dalších 17 bylo zraněno.

## Narození

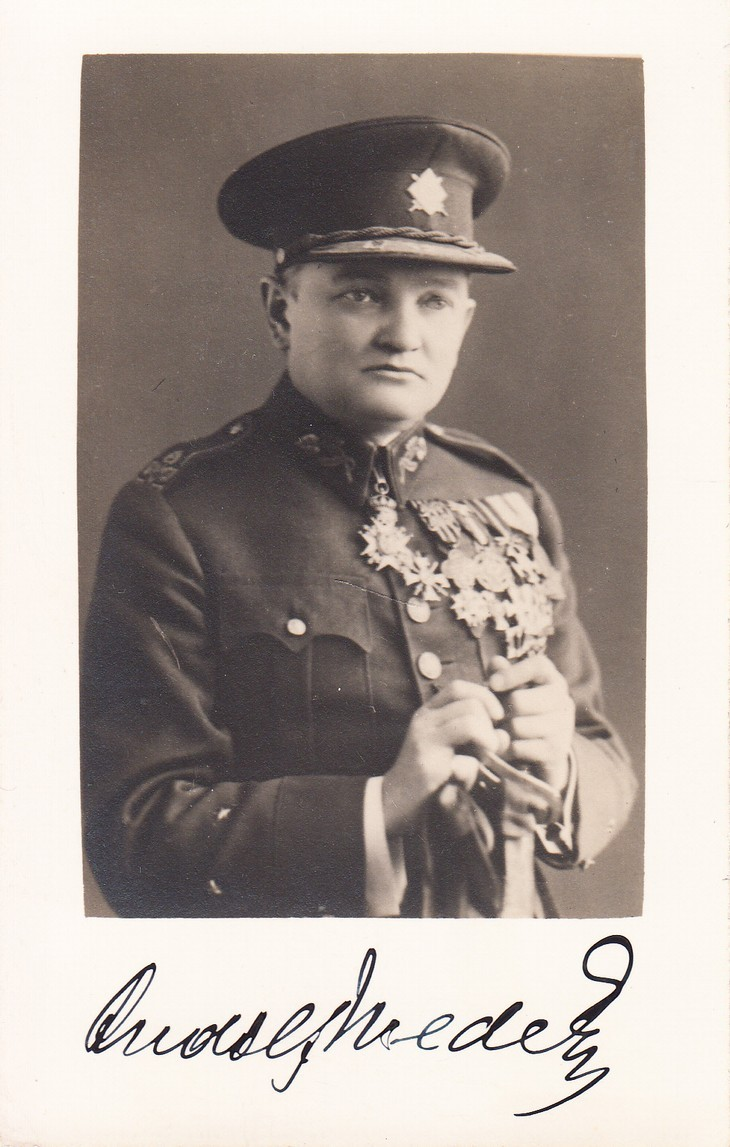
Rudolf Medek (* 1890)

Automatický abecedně řazený seznam viz Kategorie:Narození 8. ledna

### Česko
- 1732 – Wenzel Hocke, severočeský katolický kněz († 1. března 1808)
- 1812 – Karel Vladislav Zap, vlastenecký učitel, spisovatel, historik († 1. ledna 1871)
- 1846 – Gustav Mattauch, kanovník litoměřické katedrální kapituly († 3. října 1923)
- 1853 – Alain Benjamin Rohan, šlechtic, voják, politik († 23. února 1914)
- 1859 – Karel Dvořák, novinářský fotograf († 12. dubna 1946)
- 1861 – Konstantin Bušek, kreslíř, řezbář a publicista († 8. listopadu 1938)
- 1865 – Arnošt Tvarůžek, kněz a politik († 17. května 1936)
- 1870
  - Vojtěch Kaisler, rektor ČVUT († 20. července 1943)
  - Gašpar Rovňan, československý politik († 1. listopadu 1944)
- 1887 – Miloš Seifert, zakladatel československého woodcrafterského hnutí († 3. prosince 1941)
- 1890 – Rudolf Medek, spisovatel a voják († 22. srpna 1940)
- 1894 – Otto Muneles, filolog, judaista a znalec židovské mystiky († 4. března 1967)
- 1896 – Jaromír Weinberger, hudební skladatel a dirigent († 8. srpna 1967)
- 1900 – Josef Frič, básník († 11. ledna 1973)
- 1906 – Arnošt Faltýnek, herec († 16. září 1991)
- 1918 – Tomáš Sedláček, armádní generál, člen protinacistického odboje a politický vězeň komunistického režimu († 27. srpna 2012)
- 1920 – Kamil Linhart, malíř († 19. června 2006)
- 1927 – František Kautman, literární historik a spisovatel († 18. června 2016)
- 1931
  - Adolf Filip, divadelní a filmový herec († 25. června 2007)
  - Oldřich Fejfar, paleontolog
- 1936 – Zdeněk Mácal, dirigent
- 1945 – Václav Dosbaba, malíř, výtvarník a grafik († 4. února 2012)
- 1947 – Lenka Bobková, historička
- 1951 – Adam Rucki, katolický kněz († 12. prosince 2020)
- 1956 – Jiří Růžička, herec († 20. února 1999)
- 1959 – Arnold Kadlec, hokejový obránce
- 1961 – Jitka Sedláčková, herečka
- 1964 – Petr Placák, spisovatel, textař, historik a publicista
- 1981 – Adéla Janíková, výtvarnice
- 1983 – Kateřina Krejčová, divadelní herečka
- 1985 – Jaroslav Kulhavý, biker
- 1988
  - Tomáš Krupčík, biatlonista
  - Vojtěch Kotek, herec

### Svět

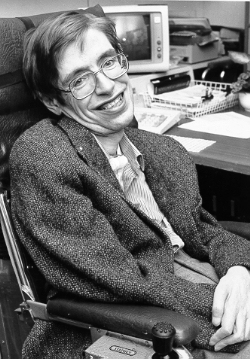
Stephen Hawking (* 1942)

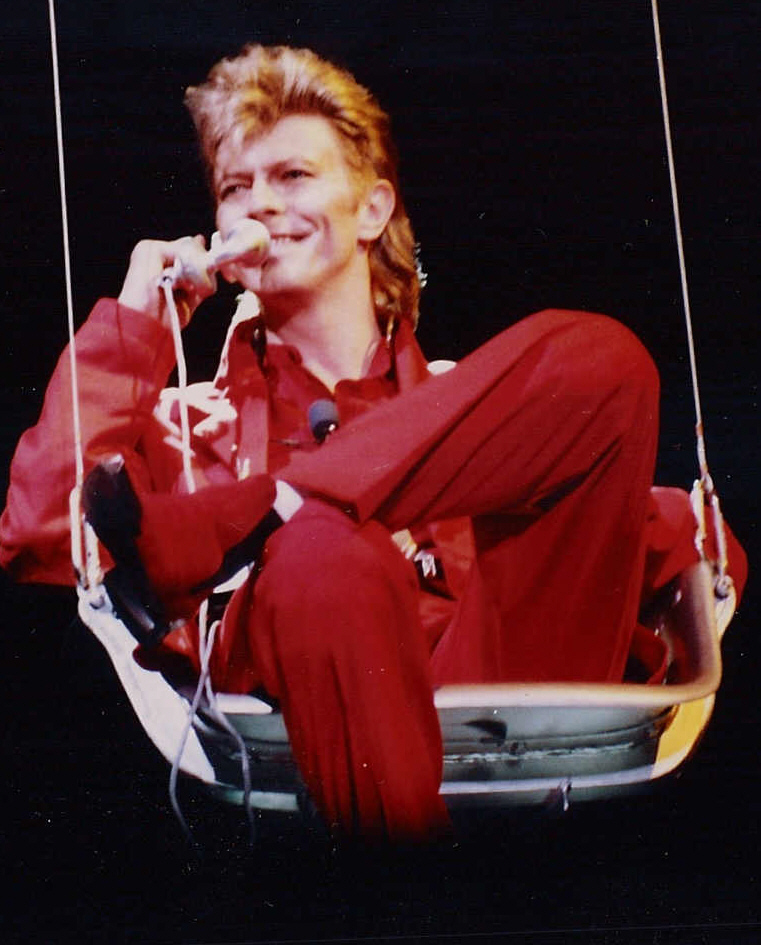
David Bowie (* 1947)

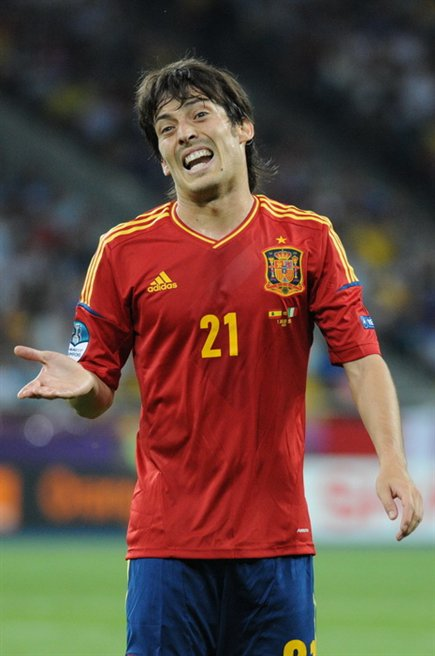
David Silva (* 1986)

- 1037 – Su Š’, politik, básník, esejista a kaligraf čínské říše Sung († 24. srpna 1101)
- 1086 – Jindřich V. Sálský, císař Svaté říše římské († 23. května 1125)
- 1360 – Ulrich von Jungingen, velmistr řádu německých rytířů († 15. července 1410)
- 1556 – Kagekacu Uesugi, japonský daimjó († 19. dubna 1623)
- 1589 – Ivan Gundulić, dubrovnický básník († 10. prosince 1638)
- 1601 – Baltasar Gracián, španělský jezuita, spisovatel a filosof († 6. prosince 1658)
- 1628 – François-Henri de Montmorency, vévoda lucemburský, francouzský generál († 4. ledna 1695)
- 1632 – Samuel von Pufendorf, německý právní teoretik, politický filozof, ekonom a historik († 13. října 1694)
- 1640 – Alžběta Dorotea Sasko-Gothajsko-Altenburská, německá princezna († 24. srpna 1709)
- 1744 – Karl Theodor von Dalberg, mohučský arcibiskup a kurfiřt († 10. ledna 1817)
- 1763 – Jean-Baptiste Drouet, francouzský poštmistr, který poznal krále Ludvíka XVI. na útěku († 10. dubna 1824)
- 1776 – Thomas Langlois Lefroy, irský politik a soudce († 4. května 1869)
- 1788 – Rudolf Jan kardinál Habsbursko-Lotrinský, rakouský arcivévoda a olomoucký biskup († 23. července 1831)
- 1821 – James Longstreet, americký konfederační generál († 2. ledna 1904)
- 1822
  - Carlo Alfredo Piatti, italský violoncellista, hudební skladatel a pedagog († 18. července 1901)
  - Jan Wjela, lužickosrbský spisovatel († 19. ledna 1907)
- 1823 – Alfred Russel Wallace, britský biolog, antropolog a geograf († 7. listopadu 1913)
- 1824 – Wilkie Collins, britský spisovatel († 23. září 1889)
- 1836 – Lawrence Alma-Tadema, nizozemský malíř († 25. června 1912)
- 1849 – Stěpan Makarov, ruský viceadmirál, oceánograf, polární badatel a lodní konstruktér († 13. dubna 1904)
- 1852 – Wilhelm Ressel, rakouský spisovatel († 10. března 1938)
- 1855 – Robert Meyer, předlitavský ekonom, státní úředník a politik († 10. června 1914)
- 1854 – Andrej Kachnič, slovenský spisovatel († 1. října 1937)
- 1864 – Albert Viktor, syn prince waleského Eduarda a dánské princezny Alexandry († 14. ledna 1892)
- 1867 – Emily Greene Balch, americká spisovatelka pacifistka († 9. ledna 1961)
- 1869 – Arnold Genthe, americký fotograf († 9. srpna 1942)
- 1870
  - Octave-Louis Aubert, francouzský spisovatel a vydavatel († 14. ledna 1950)
  - Wanda von Debschitz-Kunowski, německá fotografka († 23. dubna 1935)
  - Friedrich Lehne von Lehnsheim, ministr zeměbrany Předlitavska († 7. července 1951)
  - Miguel Primo de Rivera, španělský generál a diktátor († 16. března 1930)
- 1872
  - Nikolaj Panin, ruský krasobruslař, olympijský vítěz z roku 1908 († 19. ledna 1956)
  - Oscar Slater, oběť justičního omylu († 31. ledna 1948)
- 1873 – Elena Černohorská, etiopská císařovna, albánská a italská královna († 28. listopadu 1957)
- 1874 – Alžběta Marie Bavorská, princezna bavorská z rodu Wittelsbachů († 4. března 1957)
- 1888 – Richard Courant, německý matematik († 27. ledna 1972)
- 1889 – Erhard Raus, německý generál za druhé světové války († 3. dubna 1956)
- 1891
  - Walther Bothe, německý fyzik († 8. února 1957)
  - Bronislava Nijinska, rusko-polská tanečnice a choreografka († 21. února 1972)
- 1893 – Ladislav Hudec, slovenský architekt († 26. října 1958)
- 1894 – Roger Vercel, francouzský spisovatel († 26. února 1957)
- 1897 – Dennis Wheatley, britský spisovatel († 10. listopadu 1977)
- 1900 – Serge Poliakoff, ruský malíř († 12. listopadu 1969)
- 1901 – Volodymyr Vladko, ukrajinský sovětský spisovatel († 21. dubna 1974)
- 1902
  - Georgij Maximilianovič Malenkov, sovětský komunistický politik († 14. ledna 1988)
  - Carl Rogers, americký psycholog a psychoterapeut († 4. února 1987)
- 1904 – Karl Brandt, osobní lékař Adolfa Hitlera († 2. června 1948)
- 1905
  - Clarice Beniniová, italská šachistka († 8. září 1976)
  - Carl Gustav Hempel, americký filozof († 9. listopadu 1997)
  - Giacinto Scelsi, italský hudební skladatel († 9. srpna 1988)
- 1907 – Jean Hyppolite, francouzský filosof († 26. října 1968)
- 1908
  - Albert Wass, maďarský spisovatel († 17. února 1998)
  - William Hartnell, britský herec († 23. dubna 1975)
- 1910 – Georgij Semjonovič Abašvili, sovětský námořní velitel († 26. září 1982)
- 1911 – Andrej Očenáš, slovenský hudební skladatel († 8. dubna 1995)
- 1912 – José Ferrer, portorikánský herec († 26. ledna 1992)
- 1913
  - Rafa'el Baš, sionistický aktivista a izraelský politik († 10. března 2000 )
  - Masao Mijamoto, japonský spisovatel píšící v esperantu († 12. července 1989)
- 1918 – Sepp Bradl, rakouský skokan na lyžích († 3. května 1982)
- 1922 – Don Patinkin, americko-izraelský monetární ekonom († 7. srpna 1995)
- 1923 – Joseph Weizenbaum, německo-americký informatik († 5. března 2008)
- 1927 – Jana Hliňáková, slovenská herečka působící v Čechách († 1979)
- 1928 – Gabino Rey, španělský malíř († 2. května 2006)
- 1931
  - Chuck Metcalf, americký jazzový kontrabasista a hudební skladatel († 11. ledna 2012)
  - Bill Graham, americký promotér († 25. října 1991)
- 1932 – Pavel Koyš, slovenský básník a redaktor († 22. července 1993)
- 1933 – Juan Marsé, španělský spisovatel, novinář a scenárista
- 1934
  - Jacques Anquetil, francouzský cyklista († 18. listopadu 1987)
  - Alexandra Ripleyová, americká spisovatelka († 10. ledna 2004)
- 1935
  - Elvis Presley, americký zpěvák († 16. srpna 1977)
  - Ian Bargh, ve Skotsku narozený kanadský klavírista († 2. ledna 2012)
  - Miroslav Cipár, slovenský malíř († 8. listopadu 2021)
- 1937
  - Peter Whitehead, britský režisér († 10. června 2019)
  - Shirley Bassey, velšská zpěvačka
- 1938 – Jevgenij Něstěrenko, ruský operní pěvec († 20. března 2021)
- 1941 – Graham Chapman, britský komik a spisovatel († 4. října 1989)
- 1942
  - Stephen Hawking, britský matematik a teoretický fyzik († 14. března 2018)
  - Džuničiró Koizumi, japonský premiér
  - Vjačeslav Zudov, sovětský letec a kosmonaut
- 1943 – Lee Jackson, britský baskytarista a zpěvák
- 1944
  - Terry Brooks, americký spisovatel fantasy
  - Joel DiGregorio, americký countryový klávesista († 12. října 2011)
- 1946 – Robby Krieger, americký hudebník (The Doors)
- 1947 – David Bowie, britský zpěvák a skladatel († 10. ledna 2016)
- 1948 – Zoot Horn Rollo, americký kytarista
- 1949 – Marián Slovák, slovenský herec
- 1951 – John McTiernan, americký herec a režisér
- 1953
  - Marián Šťastný, slovenský hokejista
  - Dominique Gaumont, francouzský kytarista († 10. listopadu 1983)
- 1955 – Peter Freestone, návrhář filmových kostýmů a osobní asistent Freddieho Mercuryho
- 1959 – Paul Hester, australský hudebník, člen skupiny Crowded House († 26. března 2005)
- 1960 – Dave Weckl, americký jazzový bubeník
- 1961 – Calvin Smith, americký atlet
- 1965 – Michelle Forbesová, americká herečka
- 1967 – R. Kelly, americký zpěvák
- 1973 – Sean Paul, jamajský zpěvák
- 1977 – Amber Benson, americká herečka
- 1979 – Adrian Mutu, rumunský fotbalista
- 1983 – Kim Čong-un, nejvyšší představitel KLDR
- 1986
  - David Silva, španělský fotbalista
  - Pcheng Šuaj, čínská tenistka
- 1992
  - Koke, španělský fotbalista
  - Tadhg Beirne, irský ragbista
- 1999 – Damiano David, italský zpěvák, frontman skupiny Måneskin
- 2000 – Noah Cyrus, americká herečka a zpěvačka

## Úmrtí

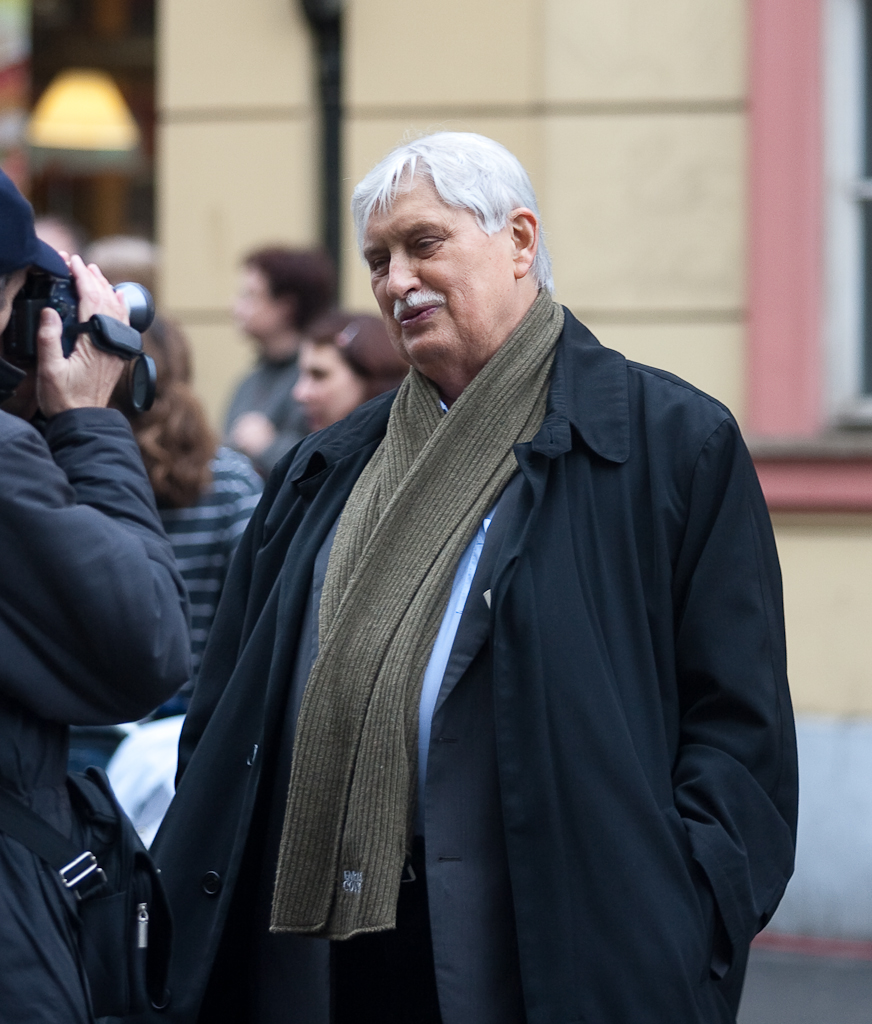
Jiří Dienstbier († 2011)

Automatický abecedně řazený seznam viz Kategorie:Úmrtí 8. ledna

### Česko
- 1831 – František Kramář, hudební skladatel (* 27. listopadu 1759)
- 1849 – Václav Alois Svoboda, básník a překladatel (* 8. prosince 1791)
- 1928 – Leopold Hilsner, domnělý vrah Anežky Hrůzové (* 10. srpna 1876)
- 1942 – Josef Vyvlečka, kněz, papežský prelát, umělecký historik (* 15. srpna 1861)
- 1943
  - Vojtěch Lukaštík, voják a příslušník výsadku Intransitive (* 11. července 1921)
  - Jiří Stanislav Guth-Jarkovský, propagátor sportu (* 23. ledna 1861)
- 1947 – Rudolf von Jaksch, česko-rakouský internista a pediatr (* 16. nebo 19. července 1855)
- 1953 – Alois Hajn, novinář (* 31. května 1870)
- 1954 – Edmund Kirsch, podnikatel (* 16. listopadu 1866)
- 1957 – Josef Skupa, loutkář (* 16. února 1892)
- 1960
  - Jan Fischer, malíř a ilustrátor (* 22. ledna 1907)
  - František Klokner, rektor Českého vysokého učení technického (* 10. listopadu 1872)
  - Franz Sitte, katolický kněz (* 17. února 1896)
- 1961 – František Flos, učitel, dramatik, překladatel a spisovatel (* 27. července 1864)
- 1967 – Josef Böhm, hudební skladatel, varhaník a sbormistr (* 20. listopadu 1881)
- 1968
  - Ctibor Malý, fotbalista a lední hokejista (* 7. prosince 1885)
  - Vratislav Štůla, protinacistický odbojář (* 13. května 1921)
- 1970
  - Alois Kubíček, architekt, památkář, historik architektury (* 27. května 1887)
  - Jaroslav Werstadt, historik, novinář a publicista (* 21. března 1888)
- 1972 – Ján Ursíny, politik, ministr, odbojář (* 11. října 1896)
- 1979 – Robert Hliněnský, malíř (* 3. listopadu 1908)
- 1983 – Emil Dvořák, jazykovědec (* 20. dubna 1925)
- 1986 – Vladimír Sedlák, rektor Vysoké školy ekonomické v Praze a politik (* 1913)
- 1991 – Jiřina Salačová, zpěvačka (* 14. května 1920)
- 2000 – Josef Šimek, kreslíř a hudebník (* 4. září 1941)
- 2004 – Ivo Jirásek, hudební skladatel (* 16. července 1920)
- 2007 – Archimiro Caha, radiolog (* 23. září 1913)
- 2011 – Jiří Dienstbier, politik a novinář (* 20. dubna 1937)
- 2015 – Eva Jiroušková, herečka (* 2. května 1931)
- 2018 – Vojtěch Lindaur, hudební publicista (* 12. září 1957)
- 2021 – Ivo Niederle, herec (* 26. prosince 1929)
- 2022 – Stanislav Rudolf, spisovatel, scenárista, redaktor a pedagog (* 16. února 1932)
- 2023 – Tomáš Voženílek, moderátor a scenárista (* 11. října 1980)

### Svět

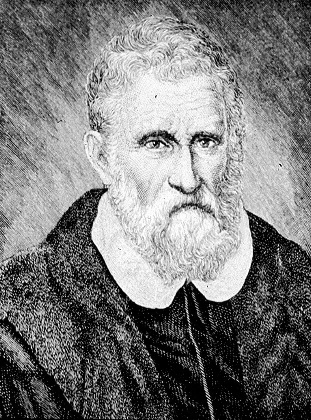
Marco Polo † 1324)

- 0482 – Severin z Norika, křesťanský misionář, katolický světec (* ? 410)
- 1079 – Adéla Francouzská, normandská vévodkyně a flanderská hraběnka z dynastie Kapetovců (* 1009/1014)
- 1107 – Edgar Skotský, král skotský (okolo 1074)
- 1198 – Celestýn III., papež (* 1106)
- 1324 – Marco Polo, italský cestovatel (* 15. září 1254)
- 1337 – Giotto di Bondone, italský malíř (* 1267)
- 1560 – Johannes a Lasco, polský protestantský reformátor (* 1499)
- 1642 – Galileo Galilei, toskánský astronom, filozof a fyzik (* 15. února 1564)
- 1713 – Arcangelo Corelli, italský barokní hudební skladatel a houslista (* 17. února 1653)
- 1775 – John Baskerville, anglický typograf a tiskař (* 28. ledna 1706)
- 1819
  - Johan David Åkerblad, švédský diplomat a orientalista (* 6. května 1763)
  - Valentin Vodnik, slovinský básník a publicista (* 3. února 1758)
- 1825 – Eli Whitney, americký vynálezce (* 8. prosince 1765)
- 1833 – Edouard Jean-Baptiste Milhaud, francouzský generál (* 10. července 1766)
- 1864 – Victor Dourlen, francouzský skladatel (* 3. listopadu 1780)
- 1868 – Auguste Maquet, francouzský prozaik a dramatik (* 13. září 1813)
- 1878 – Nikolaj Alexejevič Někrasov, ruský spisovatel (* 10. prosince 1821)
- 1880 – Joshua Abraham Norton, proslulá americká výstřední osobnost (* přibližně 1815)
- 1891 – Fredrik Pacius, finsko-německý hudební skladatel (* 19. března 1809)
- 1896 – Paul Verlaine, francouzský básník (* 30. března 1844)
- 1909 – Harry Govier Seeley, britský paleontolog (* 18. února 1839)
- 1917 – Mary McElroyová, první dáma USA (* 5. července 1841)
- 1918 – Johannes Pääsuke, estonský fotograf a filmař (* 30. března 1892)
- 1934
  - Alexandre Stavisky, francouzský podvodník (* 20. listopadu 1886)
  - Andrej Bělyj, ruský spisovatel (* 26. října 1880)
- 1938 – Christian Rohlfs, německý expresionistický malíř (* 22. listopadu 1849)
- 1939 – Frank Stoker, irský tenista a ragbista (* 29. května 1867)
- 1941 – Lord Robert Stephenson Smyth Baden-Powell of Gilwell, britský voják, zakladatel skautského hnutí (* 22. února 1857)
- 1947 – Tadeusz Kutrzeba, polský generál (* 15. dubna 1885)
- 1948 – Kurt Schwitters, německý malíř, básník a reklamní grafik (* 20. června 1887)
- 1950 – Joseph Schumpeter, americký ekonom původem z Rakouska (* 8. února 1883)
- 1951 – Gustav Zeitzschel, německý operní pěvec (* 1. února 1868)
- 1962 – Maxmilián z Hohenbergu, nejstarší syn následníka trůnu Františka Ferdinanda (* 29. září 1902)
- 1964 – Julius Raab, rakouský kancléř (* 29. listopadu 1891)
- 1965 – Johann Paul Kremer, německý lékař, nacistický válečný zločinec (* 26. prosince 1883)
- 1967 – Zbigniew Cybulski, polský herec (* 3. listopadu 1927)
- 1969
  - Titus Zeman, slovenský kněz, oběť komunismu (* 4. ledna 1915)
  - Albert Hill, britský běžec na střední tratě, dvojnásobný olympijský vítěz (* 24. března 1889)
- 1976 – Čou En-laj, premiér ČLR a jeden z nejvěrnějších společníků Mao Ce-tunga (* 5. března 1898)
- 1983 – Gerhard Barkhorn, německý stíhací pilot (* 20. května 1919)
- 1984 – Baba Sali, marocký sefardský rabín a kabalista (* 26. září 1890)
- 1989 – Frank Sullivan, kanadský hokejista, zlato na OH 1928 (* 26. července 1898)
- 1992 – Nicolas Schöffer, francouzský sochař (* 6. září 1912)
- 1996 – François Mitterrand, prezident Francie (* 26. října 1916)
- 1997 – Melvin Calvin, americký chemik, nositel Nobelovy ceny (* 8. dubna 1911)
- 2000
  - Henry Eriksson, švédský olympijský vítěz v běhu na 1500 metrů z roku 1948 (* 23. ledna 1920)
  - Ray Huang, americký historik (* 25. června 1918)
- 2002
  - Glayde Whitney, americký a behaviorální genetik a psycholog (* 1939)
  - Alexandr Michajlovič Prochorov, ruský fyzik (* 11. července 1916)
- 2005 – Michel Thomas, polský polyglot a učitel jazyků (* 3. února 1914)
- 2009
  - Ziemowit Fedecki, polský slavista a překladatel (* 24. září 1923)
  - Richard John Neuhaus, americký duchovní, spisovatel a novinář (* 14. května 1936)
- 2010 – Art Clokey, americký filmový animátor (* 12. října 1921)
- 2011 – Šimon Ondruš, slovenský jazykovědec (* 27. října 1924)
- 2012
  - Françoise Christophe, francouzská herečka (* 3. února 1923)
  - Dave Alexander, americký bluesový klavírista a zpěvák  (* 10. března 1938)
- 2020 – Maria del Pilar, vévodkyně z Badajozu, španělská infantka (* 30. července 1936)
- 2022 – Michael Lang, americký koncertní promotér (* 12. prosince 1944)
- 2023 – Roberto Dinamite, brazilský fotbalový útočník a politik (* 3. dubna 1954)
- 2024 – J. P. R. Williams, velšský ragbista (* 2. března 1949)

## Svátky

### Česko
- Čestmír, Čestmíra
- Erhard
- Dominika
- Šebíř

### Svět
- Slovensko – Severín
- Švýcarsko: Meitlisunntig Festival (je-li neděle)

### Liturgické svátky
- Sv. Severín

## Pranostiky

### Česko
- O svatém Erhartu zima zebe do nártu.
- Na svatého Severína věší se maso do komína.

| 8. leden v pražském KlementinuÚdaje jsou platné k 11. 3. 2025. | 8. leden v pražském KlementinuÚdaje jsou platné k 11. 3. 2025. | 8. leden v pražském KlementinuÚdaje jsou platné k 11. 3. 2025. |
| minimum                                                        | denní průměr                                                   | maximum                                                        |
| -------------------------------------------------------------- | -------------------------------------------------------------- | -------------------------------------------------------------- |
| −25,4 °C (1789)                                                | −1,6 °C (od 1961)                                              | 13,8 °C (2005)                                                 |